# Dicranota dione
Dicranota (Eudicranota) dione là một loài ruồi trong họ Pediciidae. Chúng phân bố ở vùng Indomalaya.